# Edmund Boyd Osler
Sir Edmund Boyd Osler (New Tecumseth, Ontario, 20 de novembro de 1845 – 4 de agosto de 1924) foi um banqueiro e político canadense.
Osler foi irmão de Britton Bath Osler (fundador da Osler, Hoskin & Harcourt), e doutor Sir William Osler. 
Sua carreira começou como executivo do Banco do Canadá Superior, onde ele permaneceu até 1867, quando o banco faliu, e então como financista independente e corretor da Bolsa com diferentes parceiros. Envolveu-se com projetos da ferrovia e tornou-se presidente ds Ontario and Quebéc Railway e mais tarde também diretor da Canadian Pacific Railway. Ele foi também diretor da Toronto General Trusts Company e da Canada North-West Land Company, e presidente do Dominion Bank.
Em 1896, Osler foi eleito para a Câmara dos Comuns do Canadá como um  Conservador representante da West Toronto. Ele continuou no cargo até 1917.